# 1452

## Esdeveniments
Països Catalans
Resta del món
- 30 de setembre - Magúncia (Renània-Palatinat, Alemanya): segons testimonis orals, Gutenberg hi publica la Bíblia (de 42 ratlles i a dues columnes), el primer llibre extens imprès amb tipus mòbils.

## Naixements
Països Catalans
- 10 de maig - Sos del Rey (província de Saragossa, l'Aragó): Ferran el Catòlic, rei de Catalunya-Aragó (1479-1516), de Sicília (Ferran II) (1468-1516) i de Nàpols (Ferran III) (1504-1516); rei consort de Castella (Ferran V) (1474-1504) (m. 1516)[1]

Resta del món
- 15 d'abril - Vinci, Toscana: Leonardo da Vinci, artista renaixentista italià.
- 2 d'octubre - Castell de Fotheringhay, Northamptonshire (Anglaterra): Ricard III d'Anglaterra, noble anglès, rei d'Anglaterra entre 1483 i 1485, últim monarca de la Casa de York (m. 1485).[2]

## Necrològiques
Països Catalans
Resta del món